# Enskilda samtal
Enskilda samtal är en kort TV-serie i två delar i regi av Liv Ullmann med filmmanus av Ingmar Bergman, premiärvisad på Sveriges Television 1996.

## Handling
Som en fristående fortsättning på den längre serien Den goda viljan möter man här återigen huvudparet Anna (Pernilla August) och prästmaken Henrik (Samuel Fröler) några år senare i 1900-talet och deras äktenskap. Makarna har börjat glida ifrån varandra i vardagen och Anna har råkat få kontakt med den unge studenten Tomas Egerman (Thomas Hanzon) och en hemlig trevande förälskelse har uppstått mellan dem. Anna förtärs av motstridiga känslor och skuld över sveket mot sin man och tar i sin villrådighet kontakt med sin gamle konfirmationspräst Jacob (Max von Sydow) efter många år. Genom serien får man så framför allt följa Anna i olika djupgående, existentiella samtal med människorna omkring henne; förutom Jacob, Henrik och Tomas, även hennes mamma Karin Åkerblom (Anita Björk) och väninnan Märta (Gunnel Fred). Frågan är vilken väg hon ska klara av att välja att fortsätta sitt liv.

## Medverkande
- Pernilla August – Anna
- Samuel Fröler – Henrik
- Thomas Hanzon – Tomas Egerman
- Max von Sydow – Jacob
- Anita Björk – Karin Åkerblom
- Vibeke Falk – Fröken Nylander
- Kristina Adolphson – Maria
- Gunnel Fred – Märta Gärdsjö
- Hans Alfredson – Biskop Agrell
- Bengt Schött – Vaktmästare Stille

## Om serien
Enskilda samtal kan ses som sista delen i en löst sammanhållen trilogi – med den av Bille August regisserade SVT-serien Den goda viljan (1992) och den av Daniel Bergman regisserade långfilmen Söndagsbarn (1992) som föregående verk – utifrån Ingmar Bergmans berättelser om sina föräldrars komplicerade relationsliv i sitt äktenskap och även några av hans egna barndomsminnen, allt i en något omskriven form. Det var det första av de två verk som Liv Ullmann tillfrågades att regissera på Ingmar Bergmans manus; följd av långfilmen Trolösa (2000). Serien är uppdelad på två delar av långfilmslängd, totalt 195 minuter, och är producerad av Sveriges Television i samarbete med de övriga nordiska nationella public service–TV-bolagen. För sin rolltolkning tilldelades huvudrollsinnehavaren Pernilla August ett flertal internationella filmpriser. För fotot stod Bergmans långtida medarbetare Sven Nykvist.
Serien har periodvis varit publicerad i SVT:s Öppet arkiv.